# UCAM Murcia CF
Universidad Católica de Murcia Club de Fútbol – hiszpański klub z siedzibą w mieście Murcia. Został założony w 1999 roku. Aktualnie występuje w Segunda División B.

## Stadion
Gracze z Murci spotkania domowe rozgrywają na obiekcie Estadio de La Condomina, mogącym pomieścić 6500 kibiców. Został oddany do użytku 1924 roku.

## Nazwy klubu w historii
- Club de Fútbol Los Garres (2004–2006)
- Murcia Deportivo Club de Fútbol (2006–2009)
- Costa Cálida Club de Fútbol Beniaján (2009–2010)
- Costa Cálida Club de Futbol Sangonera (2010–2011)
- UCAM Murcia Club de Fútbol (2011–)

## Osiągnięcia
- 1 sezonów w Segunda División
- 3 sezonów w Segunda División B
- 5 sezonów w Tercera División

## Zawodnicy

### Skład
Stan na 29 marca 2017
| Nr | Poz. | Piłkarz                                        |
| -- | ---- | ---------------------------------------------- |
| 1  | BR   | Gabriel Ribas                                  |
| 2  | OB   | Sergio Blázquez                                |
| 3  | OB   | Juan Góngora                                   |
| 4  | OB   | Hugo Álvarez                                   |
| 5  | OB   | Francisco Pérez                                |
| 6  | PO   | Vullnet Basha                                  |
| 7  | NA   | Jonathan Mejía                                 |
| 9  | PO   | David Mayoral (wypożyczony z Realu Valladolid) |
| 10 | PO   | Juan Collantes                                 |
| 11 | PO   | David González                                 |
| 12 | PO   | Cedrick Mabwati                                |
| 13 | BR   | Miguel Escalona                                |

| Nr | Poz. | Piłkarz                             |
| -- | ---- | ----------------------------------- |
| 14 | PO   | Manuel Sánchez                      |
| 15 | OB   | David Morillas                      |
| 16 | OB   | Unai Albizua                        |
| 17 | PO   | Ritchie Kitoko                      |
| 19 | NA   | Natalio Lorenzo Poquet              |
| 21 | PO   | Pere Milla (wypożyczony z SD Eibar) |
| 22 | PO   | Juan de Dios Prados                 |
| 23 | PO   | Vicente Pérez                       |
| 24 | PO   | Alberto Ortiz Moreno                |
| 25 | BR   | Fernando Martínez                   |
| 26 | PO   | Iván Salvador                       |

## Sukcesy
- Tercera División: 2010/11, 2013/14
- Segunda División B: 2015/16